# Personalanalys
Årsredovisningslagen kräver i kapitlet om tilläggsupplysningar att företagen gör en personalanalys. I den skall, enligt 18 §, uppgifter lämnas om antalet anställda personer, och det skall även delas upp i män och kvinnor. Det skall redovisas för alla länder företaget har anställda i. Enligt 19 § skall lönekostnaderna redovisas uppdelat löner och andra ersättningar, och sociala kostnader där man särskilt kan se pensionskostnaderna. 20 § säger att redovisning även skall ske med de totala lönekostnaden i två grupper: styrelseledamöter och verkställande direktör i en grupp och de anställda i en. Detta skall även delas upp för vart land som företaget har anställda i. Det är även brukligt att man redovisar utvecklingen av anställda och kostnaderna för personalen i analysen.